# Киргизы в Казахстане
Киргизы в Казахстане — одна из национальных диаспор в Казахстане. 
По переписи населения Казахстана 2021 года, кыргызов в стране было 34 184  человека.
По данным переписи 2009 года, в Казахстане проживает 23 274 киргизов или около 0,15 % населения страны. При этом, их численность за 10 лет (с момента проведения предыдущей переписи) выросла более чем в 2 раза: в 1999 году — 10 925 человек. Таким образом, киргизы продемонстрировали самую высокую динамику по темпу роста среди всех этносов республики — 113 %.
Основной причиной миграции киргизов в Казахстан являются более благополучные условия на казахстанском рынке труда, а также открытие таможенной киргизско-казахской границы и присоединение Кыргызстана к ЕАЭС в 2015 году. Несмотря на большую протяжённость общей границы между двумя странами, относительная численность киргизов в Казахстане всё ещё очень мала (0,15% против 0,7% доли казахов от численности населения Кыргызстана).
Многие трудовые мигранты после нескольких месяцев работы получают вид на жительство, а потом и гражданство. При этом, для киргизов предусмотрена упрощённая процедура получения гражданства. Большая часть киргизов, проживающих в Казахстане, расселена на юге республики. Например, только в Жамбылской области прописано 10 734 человека.